# Pintor de Compiègne
El Pintor de Compiègne es el nombre convenido de un pintor de vasos griego de Apulia, activo a mediados del siglo IV a. C.
Pintor de Compiègne, llamado así por la crátera de Compiègne, es considerado uno de los pioneros de la pintura de vasos del estilo de Egnacia. Entre sus pinturas más conocidas se encuentran representaciones en dos cráteras (una de columnas, la otra en forma de cáliz) conservadas en el Museo Británico de Londres (Museo Británico F548 y F543), datadas en el 350 a.  C. y el 340 a. C., respectivamente; la primera está decorada con una máscara cómica y la segunda representa a un actor cómico. La figura de un actor cómico interpreta a un esclavo urbano. La representación se caracteriza por el uso cuidadoso de toda la gama cromática, el aislamiento de la figura del fondo negro y el uso limitado de la ornamentación. En su planteamiento general, el pintor rechazó la tradición de la cerámica de figuras rojas en varios aspectos, no solo en la técnica. El resultado es más claro, más espacioso y, en muchos sentidos, más agradable a la vista.
Representó figuras solitarias, principalmente en movimiento, y tendía a representar el cabello de forma sobria. Sus vasos favoritos eran principalmente cráteras de cáliz y cráteras de campana. Dado que su carrera se sitúa en un período ligeramente posterior a la de su colaborador Pintor Konnakis, también decoró vasos más pequeños (por ejemplo, enócoes). A pesar de que ambos maestros contaron con varios colaboradores adicionales (el llamado grupo Konnakis), su volumen de producción total no fue muy elevado (fue un período de experimentación). Esto también se evidencia en la necrópolis de Tarento, donde se han encontrado vasos de tipo de  Egnacia de los años 375-325 a  C.